# Abbaye Saint-Pierre-le-Vif de Sens
Pour les articles homonymes, voir Abbaye Saint-Pierre.
L'abbaye Saint-Pierre-le-Vif est une abbaye bénédictine située à Sens, actuel département de l'Yonne, aujourd'hui disparue. Selon Odorannus de Sens, elle a été fondée au VIe siècle par Théodechilde, petite-fille de Clovis, après 533.
Elle est dédiée aux saints Pierre et Paul. Elle a été détruite en 1714.

## Histoire

### Fondation
Thierry Ier, fils de Clovis, reçoit de son père le royaume de Metz en 511. En 524, il s'empare du royaume d'Orléans et de la province de Sens. 
Théodechilde sa fille est la fondatrice de l'« abbaye de saint Pierre et saint Paul » dans le deuxième tiers du VIe siècle, qui est alors confiée à l’abbé Amalbert. L'abbaye va rapidement prendre un ascendant considérable sur la région et au-delà, de pair avec celle de Sainte-Colombe à Saint-Denis-lès-Sens fondée en 620.
Les archevêques de Sens, avant leur installation, passeront leur nuit de recueillement sur le tombeau des martyrs dans l'église de l'abbaye. Plusieurs moines savants l’ont rendu illustre.

### VIIIesiècle, saint Ebbon
C'est là que, à la fin du VIIe siècle, devient moine le personnage le plus illustre de l'histoire de l'abbaye, saint Ebbon. En 704, il en devient l'abbé,,. Il cumule alors les responsabilités, et devient comte de Tonnerre en 708, puis évêque de Sens en 710. Il sauve la ville, sinon ses faubourgs, des musulmans en 732 à la bataille de Seignelay.
Les restes de saint Ursicin, premier évêque de Sens après l'édit de Théodose accordant la liberté au culte chrétien en 380, sont transférés de la basilique Saint-Gervais-et-Saint-Protais à Saint-Pierre-le-Vif en 876. 
C'est le début du règne de Charles le Chauve et les invasions normandes sont aux portes de Paris.
En 847, sur ordre de l'archevêque Wenilion, les reliques d'Altin, Eodald, Potentien et Savinien sont transférées dans l'abbaye.

### Xe–XIIesiècle, prospérité et réforme
Au Xe siècle une charte désigne l'abbaye sous le nom de  « monastère de saint Pierre le Vif » (Sanctus Petrus Vivus). 
À cette époque, un vicus Sancti Petri s'est déjà formé autour de l'abbaye. Le mot Vif est dérivé de « vieux », dit « vi » en langage local et servant alors à différencier l'église Saint-Pierre du bourg, plus ancienne que l'église Saint-Pierre de la ville (de Sens). 
L'abbé Arnaud fait fortifier ce bourg pendant la guerre entre Louis le Gros et le roi d'Angleterre.
L'abbé Odon de Cluny contribue à réformer Saint Pierre-le-Vif vers le milieu du Xe siècle. Il semble que l'influence et les liens de Cluny avec cette abbaye de Sens ne se soient pas arrêtés là, car on retrouve les développements liturgiques de Cluny dans le traité liturgique d'Odorannus sur la commémoration des morts,. De plus, le travail de Raynard pour l'éducation et la prospérité de Saint-Pierre-le-Vif participait d'un processus identique et de la même période à l'abbaye de Fleury.
En ces temps, une foire annuelle se tient dans le bourg le 29 juin, date de la fête de l'abbaye qui possède la concession de cette foire ainsi que celle du marché hebdomadaire du jeudi. Cette foire est l'une des plus grosses de la région, à côté des foires de Champagne. Les draps sont alors la principale production de Sens, qui est d'ailleurs listé parmi les 17 villes « drapantes » de l'époque, possède sa propre mesure (moison de 36 aunes à Sens) et est si renommé dans ce domaine que le comte Thibaut le Chansonnier tente en 1222 de soudoyer ses ouvriers avec une exemption de tailles et exactions pour 10 ans s'ils viennent à Troyes fabriquer des draps.
L'historien Siméon Luce suppose que vers 1015 les Continuations de l'Historiæ Francorum d'Aimoin de Fleury arrivent à Saint-Pierre-le-Vif avec un moine de Fleury amené par l'archevêque Seguin ou par son neveu Rainard (que Seguin a nommé abbé de Saint-Pierre-le-Vif).
En 1023, les reliques de saint Sanctien sont apportées au concile d'Héry pour ajouter à la solennité de l'assemblée.
Le dernier prince carolingien, Louis de Basse-Lotharingie, y meurt en 1023. Son épitaphe affirme qu'il meurt de maladie, après s'être fait moine in extremis, alors qu'il retourne en terre d'Empire après un pèlerinage au mont Saint-Michel.
Odorannus de Sens y est moine, et y meurt en 1046. C'est principalement sa chronique qui nous renseigne sur les événements de son temps concernant entre autres l'abbaye.
Il mentionne la mort de l'abbé Raynard de Saint-Pierre-le-Vif en 1015, duquel il dit que l'une de ses actions principales a été d'instruire les moines - dont Odorannus lui-même, de ses propres dires - dans les arts libéraux.
Odorannus mentionne également Emenaldus, abbé successeur de Raynard mais entre les deux il y a Jugon.
Un autre moine de l'abbaye, Clarius, a également écrit une chronique de la même époque qui mentionne, entre autres, le baptême de Clovis et de ses quatre fils en 503.
Un moine de Saint-Pierre-le-Vif retrouve ou améliore le principe de la clepsydre ou pendule à eau à la suite de quoi naît à Sens une industrie qui rend la ville célèbre et prospère.
Le premier prévôt royal à Sens, nommé en 1108 par Louis VI le Gros, reçoit en même temps que son investiture l'ordre royal de « ne pas exercer de mauvaises coutumes sur les terres de l'abbaye » - ordre étendu aux autres officiers de Sens.
Guérin (Garinus), vicomte de Sens mort en 1168, lègue à l'abbaye une rente annuelle de deux muids de blé à prendre sur les moulins de la Vanne appartenant à la vicomté, pour se faire enterrer à l'abbaye.
En 1239, Saint Louis et Robert d'Artois accompagnent la Couronne d'épines depuis Villeneuve-l'Archevêque, puis la portent dans les rues de Sens, avant de l'expédier par bateau à Paris à la Sainte-Chapelle.

### Epoque moderne
En 1638, l'abbaye Saint-Paul (prémontrés) et l'abbaye Saint-Remy (bénédictins), toutes deux dans le faubourg de Saint-Pregts, sont réunies à Saint-Pierre-le-Vif.
Le 4 août 1789, l'abbaye perd ses privilèges de droit de justice. En 1789, l'archevêque de Sens est le cardinal Loménie de Brienne, ancien archevêque de Toulouse et contrôleur général des finances. Il a démissionné des finances, les laissant en mauvais point après avoir bien garni sa bourse. Il prête serment à la constitution civile du clergé, et se montre au club des Jacobins local, mais il doit quitter son palais épiscopal, réquisitionné par la Nation. Il dispose alors d'un appartement chez sa belle-sœur qui a acheté par adjudication l'abbaye comme bien national en mars 1791. C'est lui qui décide et fait exécuter la démolition de l'église. C'est à l'abbaye qu'il est arrêté et qu'il meurt en 1794, évitant l'échafaud auquel il aurait été certainement promis.
À la Révolution, deux prêtres parviennent à cacher les reliques à l'église Saint-Pierre-le-Rond. Cinquante ans plus tard, leur translation a lieu au Trésor de la cathédrale de Sens. En 1791, tout le mobilier, la statuaire et les ferronneries de l'abbaye sont vendus, puis les marbres, carrelage, escaliers et pierres, etc. Elle finit par servir de carrière.[réf. nécessaire]
Les bâtiments à moitié démolis de l'ancienne abbaye sont rachetés par la congrégation de Notre-Dame de Charité du Bon-Pasteur d'Angers qui y reconstruit un couvent en 1837, le couvent du Bon-Pasteur, pour la réhabilitation de jeunes délinquantes. Les religieuses le quittent en 1921.[réf. nécessaire]

## Chroniques historiques de Saint-Pierre-le-Vif
Deux moines de Saint-Pierre-le-Vif sont identifiés comme auteurs de chroniques historiques : d'une part Odorannus de Sens (v. 985-v. 1046), moine polygraphe dont les écrits contiennent (à titre de deuxième texte de ses Opera omnia) une chronique allant de 675 (mort de l'archevêque de Sens Emmon) à 1032 ; d'autre part Geoffroy de Courlon (fin du XIIIe siècle), auteur d'une chronique allant de l'époque de Jésus-Christ à l'an 1295.
Il existe une troisième chronique qui était dite autrefois « de Clarius » parce qu'elle était attribuée à ce moine ayant vécu à Saint-Pierre-le-Vif au début du XIIe siècle : il s'agit d'une chronique allant de l'époque de Jésus-Christ jusqu'en 1267, que Clarius aurait composée jusqu'en 1124, avec ensuite des continuations. En fait il est établi aujourd'hui que Clarius n'a joué aucun rôle particulier dans la composition de cette chronique, qu'il s'agit d'une œuvre collective de la communauté monastique ; on parle donc parfois de Chronique anonyme dite de Clarius ou de Chronique du Pseudo-Clarius. Cette chronique fut entreprise vers 1108 à l'initiative de l'abbé Arnaud et est formée des parties suivantes : jusqu'en 675, c'est une reprise de la chronique d'Hugues de Flavigny (ou d'une source commune) ; de 675 à 1096, c'est une compilation de sources locales connues (la chronique d'Odorannus, bien sûr, mais aussi les annales de l'abbaye Sainte-Colombe de Sens, qui commencent en l'an 708, et l'Historia Francorum Senonensis, qui est une brève chronique des rois francs allant de 688 à 1015) ou perdues (notamment des actes des archevêques de Sens de 959 à 1052, et des archevêques de Reims, documents que cette chronique est seule à transmettre) ; vers la fin de la période (1075-1096) interviennent visiblement les souvenirs personnels des rédacteurs ; de 1096 à 1124, ce sont les annales de l'abbatiat d'Arnaud, source historique importante pour le début du règne (à partir de 1108) du roi Louis le Gros, dont l'abbé Arnaud était un ami personnel ; de 1124 à 1267, ce sont des continuations accumulées par un grand nombre de moines.[réf. nécessaire]

## Liste des principaux abbés
Jusqu'à Iacobus, la liste est celle de la Chronique de l'abbaye de Saint-Pierre-le-Vif de Sens, rédigée vers la fin du XIIIe siècle par Geoffroy de Courlon, moine à l'abbaye. Elle s'arrête donc à la mort de son auteur, vers 1295.
- Amalbert (deuxième tiers du VIe siècle). Premier abbé.
- Aygilène
- 704 - après 732 : saint Ebbon
- Crodolin
- Viraibod
- Bertemare
- Frodbert
- Albert
- Anastase
- Didon
- Aquila
- Francon
- Aiglon
- Sanson
- Eudes (Odon), qui devient ensuite abbé de Cluny
- Arigaud
- Dachelin
- Archengère
- Othbert
- Notranne ou Natran, qui devient 39e évêque de Nevers de 959 à 979 ou 980
- Raynard (†1115)[30], neveu de l'archevêque Seguin[15]
- Ingon
- Ermenald ou Emenaldus
- Gerbert
- Haymo,
- Hermuin
- début XIIe : Arnaud
- Herbert, martyr
- Girard
- Eudes II
- Gauthier
- Hélie
- Huldere
- Hugo
- Robertus
- Thomas
- Gaufridus
- Simon
- Iacobus
- 1403 : Pierre d'Angers[31]

## Vestiges
Trois carreaux de pavage en terre vernissée, datés des XIVe et XVe siècles, provenant de l'abbaye, sont conservés et exposés par le musée du Louvre, au sein du département des objets d'art. Ils proviennent d'un don de 1895 de Mgr Ardin. Le premier figure l'agneau pascal, le second un damier et le troisième un lion.

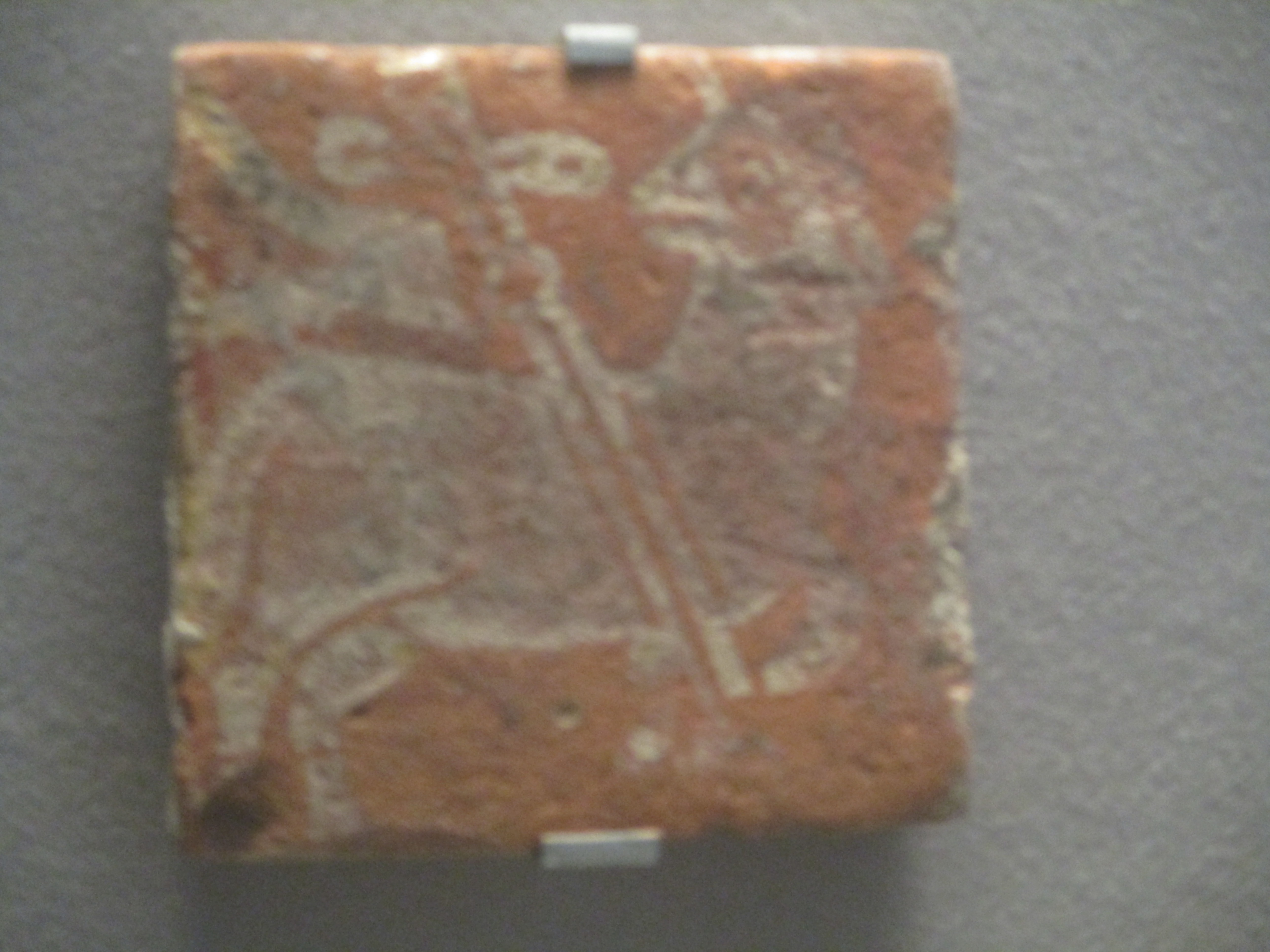
Carreau de pavage figurant l'agneau pascal.
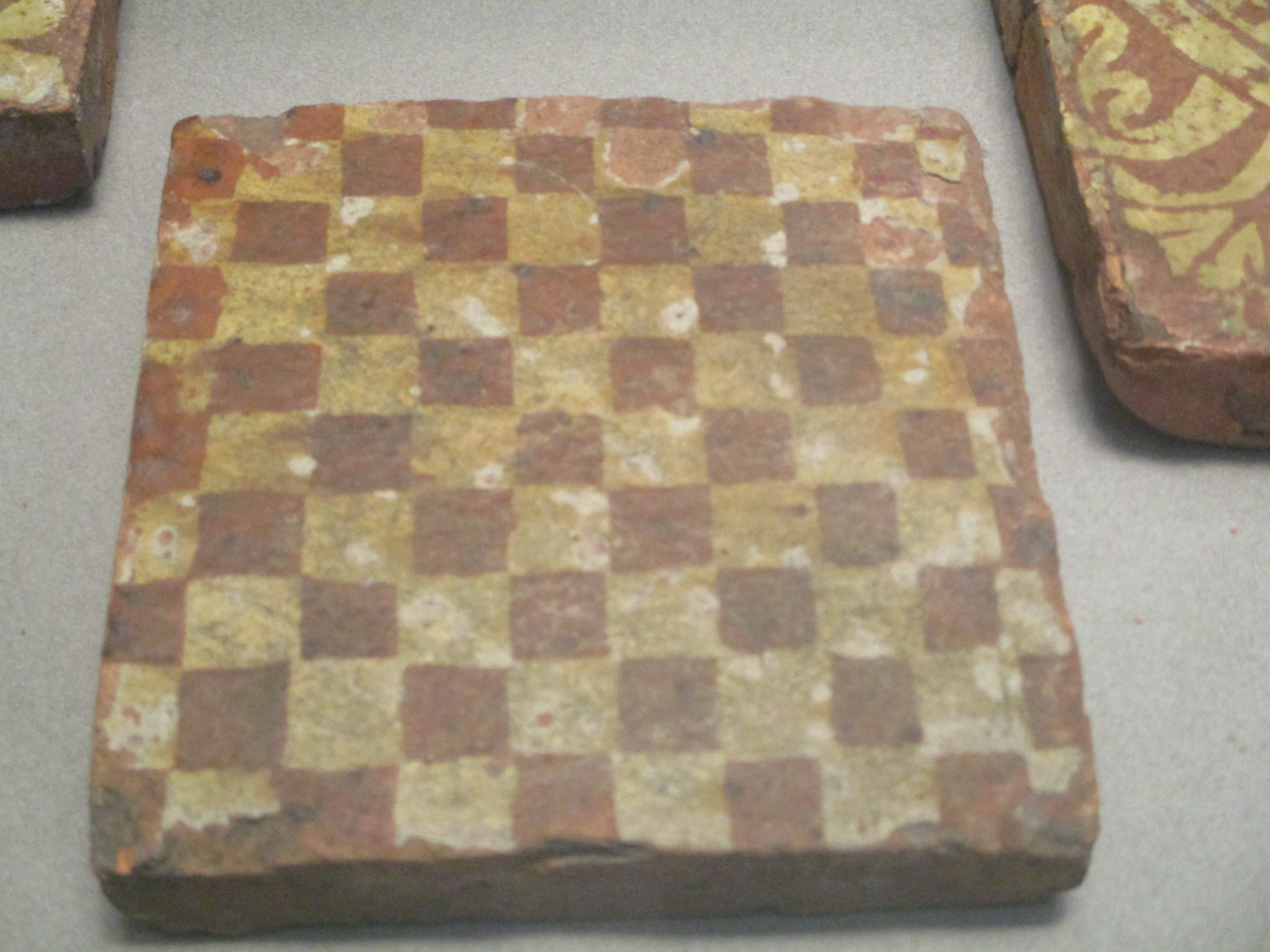
Carreau de pavage figurant un damier.
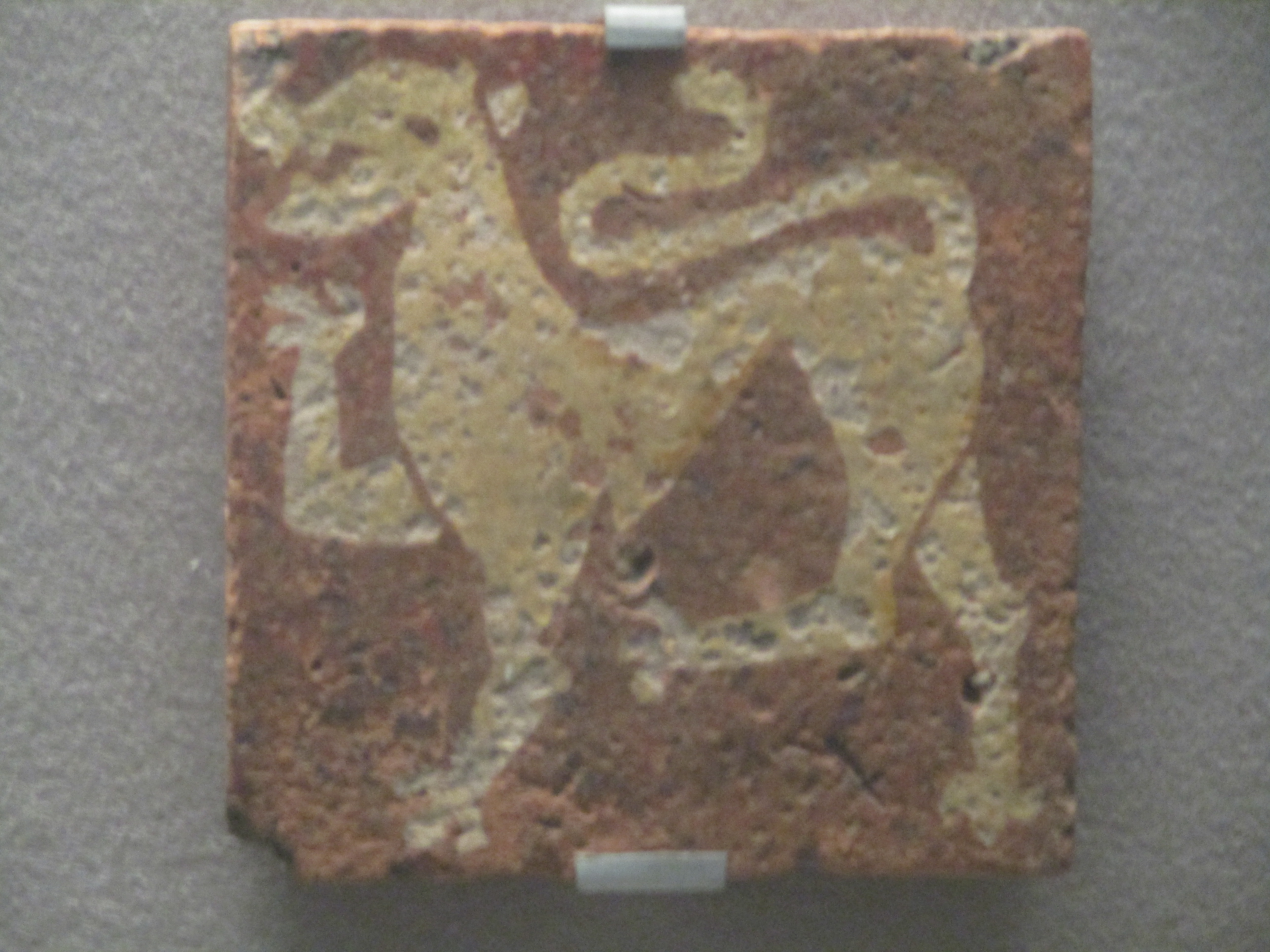
Carreau de pavage figurant un lion.